# Perilimnia
Perilimnia är ett släkte av tvåvingar. Perilimnia ingår i familjen kärrflugor.
Kladogram enligt Catalogue of Life:
| Perilimnia | \| \| Perilimnia albifacies \| \| \| \| \| \| Perilimnia cineritia \| \| \| \| |
|            | \| \| Perilimnia albifacies \| \| \| \| \| \| Perilimnia cineritia \| \| \| \| |
|            | Perilimnia albifacies                                                          |
|            |                                                                                |
|            | Perilimnia cineritia                                                           |
|            |                                                                                |